# Emil Kiszka
Emil Kiszka (ur. 5 grudnia 1926 w Krywałdzie (obecnie dzielnica Knurowa), zm. 9 lutego 2007 w Hürth) – polski lekkoatleta, sprinter.
Był czołowym sprinterem w Polsce w latach po II wojnie światowej. Podczas Mistrzostw Europy w Brukseli w 1950 zajął 4. miejsce w biegu na 100 metrów z czasem 10,7 s. Startował także na igrzyskach olimpijskich w Helsinkach w 1952 w biegu na 100 metrów i sztafecie 4 × 100 metrów oraz w Mistrzostwach Europy w Bernie w 1954 w sztafecie 4 × 100 metrów, ale bez powodzenia.
Cztery razy zdobywał tytuł mistrza Polski na otwartym stadionie: w 1948 w skoku w dal oraz w 1950, 1951 i 1952 w biegu na 100 metrów. Był również wicemistrzem Polski w biegu na 100 metrów w 1948, 1949, 1953 i 1955 oraz w skoku w dal i w sztafecie 4 × 100 metrów w 1949, a także brązowym medalistą w biegu na 200 metrów i skoku w dal w 1951 oraz w sztafecie 4 × 100 metrów w 1954. W hali był pięć razy mistrzem Polski: w biegu na 60 metrów w 1948 i 1954, w biegu na 80 metrów w 1951 i 1955 oraz w skoku w dal w 1951. Był także wicemistrzem w biegu na 80 metrów w 1949 oraz brązowym medalistą w skoku w dal w 1948. Był rekordzistą Polski w biegu na 100 metrów (10,5 s uzyskany 13 sierpnia 1950 w Krakowie) oraz w sztafecie 4 × 100 metrów (pięciokrotnie do wyniku 40,9 s osiągniętego 6 sierpnia 1955 w Warszawie). 
W latach 1957–1959 Emil Kiszka występował także w II-ligowym zespole piłkarskim Concordia Knurów.
Rekordy życiowe:
- bieg na 100 metrów - 10,5 s
- bieg na 200 metrów - 22,0 s
- skok w dal - 7,32 m

Dwa razy znalazł się wśród „dziesiątki” Plebiscytu Przeglądu Sportowego: w 1950 był na 2. miejscu, a w 1951 był szósty. Na początku 1952 otrzymał tytuł mistrza sportu.